# Ḩaddādan
Ḩaddādan (persiska: هَدَّدَن گَرمَدُّز, حَدّادَن) är en ort i Iran.   Den ligger i provinsen Östazarbaijan, i den nordvästra delen av landet, 500 km nordväst om huvudstaden Teheran. Ḩaddādan ligger 814 meter över havet och antalet invånare är 629.
Terrängen runt Ḩaddādan är huvudsakligen kuperad. Ḩaddādan ligger nere i en dal. Runt Ḩaddādan är det ganska glesbefolkat, med 27 invånare per kvadratkilometer. Närmaste större samhälle är Abīsh Aḩmad, 5,6 km nordost om Ḩaddādan. Trakten runt Ḩaddādan består till största delen av jordbruksmark.